# Spinozahuis
Het Spinozahuis is het huis in Den Haag, hoofdstad van de Nederlandse provincie Zuid-Holland, aan de Paviljoensgracht 72 waar de filosoof Spinoza verbleef tot aan zijn dood.
Het huis werd in 1646 gebouwd in opdracht van de schilder Jan van Goyen die het verkocht aan Havick Steen, de vader van Jan Steen.
In 1661 vertrekt Spinoza uit Amsterdam naar Rijnsburg, daar woont hij in het huis dat nu het Museum Het Spinozahuis is. In 1663 vertrekt hij naar Voorburg om in het najaar van 1669 naar Den Haag te verhuizen. Hij woonde ongeveer 1,5 jaar aan de Stille Veerkade, waarna hij verhuisde naar de Paviljoensgracht, het huis van schilder (?) Hendrik van der Spyk. Hier woonde hij tot zijn dood in 1677. In het Spinozahuis bevindt zich een studiezaal en bibliotheek waar bezoekers op afspraak studies over Spinoza kunnen raadplegen. Aan de Paviljoensgracht, vlak bij het Spinozahuis, is ook een standbeeld van Spinoza te vinden.
Het huis wordt, evenals het Museum Het Spinozahuis in Rijnsburg beheerd door de Vereniging Het Spinozahuis. In 1927 en 1976 werd het pand gerestaureerd.